# Ralph McPherson
Ralph David McPherson (Dallas, 9 dicembre 1958) è un ex cestista statunitense, professionista in Germania e in Spagna.

## Carriera
Venne selezionato dai Dallas Mavericks al nono giro del Draft NBA 1982 (188ª scelta assoluta), ma non giocò mai nella NBA.

## Palmarès

### Squadra
- Campionato tedesco: 1

Saturn Colonia: 1987-88

### Individuale
- All-CBA First Team (1984)
- All-CBA Second Team (1985)
- CBA All-Defensive Second Team (1985)